# Bellesserre
Bellesserre is een gemeente in het Franse departement Haute-Garonne (regio Occitanie) en telt 85 inwoners (2009). De plaats maakt deel uit van het arrondissement Toulouse.

## Geografie
De oppervlakte van Bellesserre bedraagt 3,3 km², de bevolkingsdichtheid is dus 25,8 inwoners per km².
De onderstaande kaart toont de ligging van Bellesserre met de belangrijkste infrastructuur en aangrenzende gemeenten.

## Demografie
Onderstaande figuur toont het verloop van het inwonertal (bron: INSEE-tellingen).